# They Made Her a Spy
Pour plus de détails, voir Fiche technique et Distribution.
They Made Her a Spy est un film d'espionnage américain réalisé par Jack Hively, sorti en 1939.

## Synopsis
Après que son frère fut tué pour sabotage, Irene Eaton rejoint les services secrets et s'infiltre pour trouver les vrais responsables...

## Fiche technique
- Titre : They Made Her a Spy
- Réalisation : Jack Hively
- Scénario : George Bricker, Michael Kanin et Jo Pagano
- Photographie : Nicholas Musuraca
- Montage : Harry Marker
- Pays d'origine : États-Unis
- Format : Noir et blanc - 1,37:1 - Mono
- Genre : drame
- Date de sortie : 1939

## Distribution
- Sally Eilers : Irene Eaton
- Allan Lane : James Huntley
- Fritz Leiber : Dr. Krull
- Frank M. Thomas : Colonel John Shaw
- Theodore von Eltz : Colonel Page
- Addison Richards : Everett Brock
- Larry J. Blake : Ben Dawson
- Pierre Watkin : Colonel Wilson
- Louis Jean Heydt : Gillian
- Spencer Charters : Lucius
- Leona Roberts : Ella
- Charles Halton : Beldon
- Alec Craig : Canby